# Верблюжья шерсть

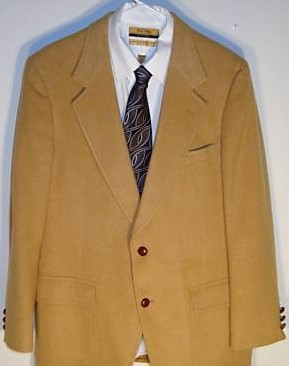
Блейзер из верблюжьей шерсти от американского модного лейбла Bill Blass, 2009 год

Верблюжья шерсть в узком смысле относится к меху верблюда, но в более общем смысле относится к волокну (и ткани), которое может быть изготовлено либо из чистой верблюжьей шерсти, либо из смеси верблюжьей шерсти и другого волокна.
Верблюжья шерсть состоит из двух компонентов: остевого волоса и подшёрстка. Остевой волос — это наружный защитный мех, грубый и негибкий, его можно вплести в волосяную ткань. (Остевой волос можно сделать более мягким и роскошным, смешав его с другим волокном, особенно с шерстью.) Подшерсток короче и тоньше остевого волоса, менее защитный, но более изолирующий. Он очень мягкий и часто используется в производстве текстиля для пальто.
Верблюжью шерсть собирают с двугорбого верблюда, который встречается в Азии от восточной Турции до Китая и Сибири. Крупными странами-поставщиками верблюжьей шерсти являются Монголия, Тибет, Афганистан, Иран, Россия, Китай, Новая Зеландия и Австралия.

## Сбор и производство

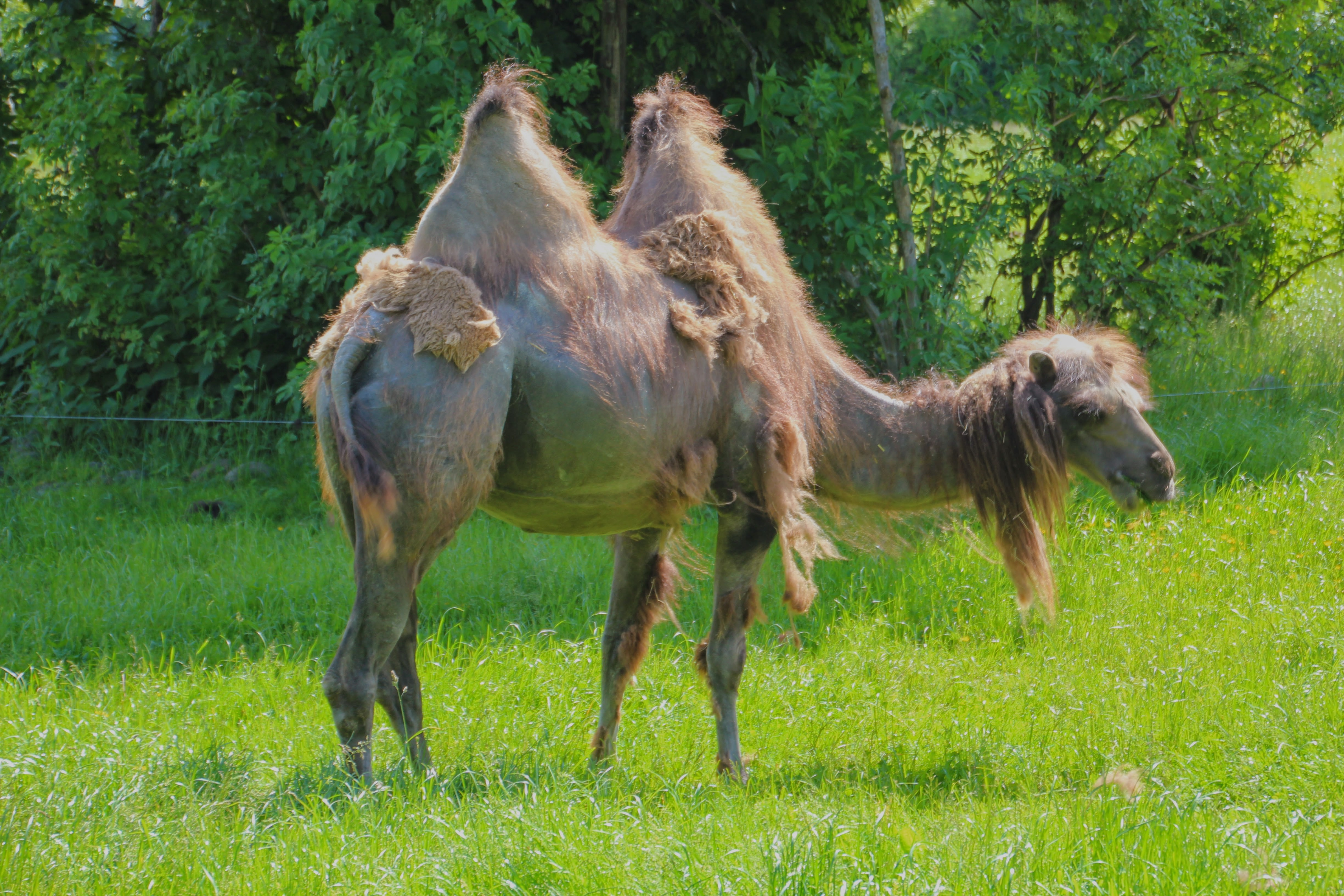
Двугорбый верблюд сбрасывает шерсть. Зоопарк Гивскуд, Дания

Настриг шерсти у взрослых особей бактрианов за год — от 8 до 15 кг, он зависит от возраста и пола. Верблюжью шерсть можно собирать путём стрижки, расчёсывания или сбора вручную волокон, которые выпадают естественным образом в течение шести-восьминедельного сезона линьки поздней весной.
После сбора грубые и тонкие волосы разделяются. Затем волокна промывают для удаления грязи и мусора перед прядением в пряжу, пригодную для ткачества или вязания.

## Использование
Ношение одежды из верблюжьей шерсти упоминается в Библии (Матфея 3:4). Верблюжью шерсть традиционно использовали для изготовления палаток, ковров и плащей берберы и другие народы, содержавшие верблюдов. Её высокие терморегулирующие свойства обеспечивают высокую изоляцию.
Отмечается, что чистая верблюжья шерсть использовалась для пошива западной одежды с XVII века и далее, а с XIX века использовались смеси, содержащие верблюжью шерсть. Первым модным брендом, который популяризировал верблюжью шерсть в одежде, был Jaeger, британский производитель, который специализировался на использовании тонких шерстяных тканей для пальто и костюмов. Он стал популярным в США в 1920-х и 1930-х годах и был представлен через спортивную игру поло, когда игроки носили повседневное пальто из верблюжьей шерсти между матчами.
Верблюжья шерсть может быть смешана для создания тканей, подходящих для пальто, верхних свитеров и нижнего белья. Длинные более грубые волосы можно использовать в качестве основы для ковров.
Хотя у большей части верблюжьей шерсти сохраняется естественный оттенок золотистой дубильной коры, шерсть можно красить.